# Анджей Яросик
Анджей Владислав Яросик (пол. Andrzej Władysław Jarosik, 24 листопада 1944, Сосновець — 23 квітня 2024) — польський футболіст, що грав на позиції нападника.
Насамперед відомий виступами за «Заглемб'є» (Сосновець), у складі якого провів більшу частину своєї ігрової кар'єри, ставши найкращим бомбардиром клубу в історії, а також національну збірну Польщі, разом з якою став Олімпійським чемпіоном 1972 року.

## Клубна кар'єра
У дорослому футболі дебютував 1958 року виступами за «Заглембє» (Сосновець), в якій провів шістнадцять сезонів, взявши участь у 265 матчах матчі чемпіонату, в яких забив 113 голів, що є рекордом клубу. У складі сосновецького «Заглембє» був одним з головних бомбардирів команди, двічі стаючи найкращим голеадором чемпіонату Польщі, а 1970 року Анджей був визнаний найкращим гравцем року в Польщі за версією видання «Sport».
Протягом 1974–1976 років захищав кольори французького «Страсбура».
Завершив професійну ігрову кар'єру у французькому «Тулон» з Ліги 2, за який виступав протягом сезону 1976–77.

## Виступи за збірну
1965 року дебютував в офіційних матчах у складі національної збірної Польщі. 
У складі збірної був учасником Олімпіади в Мюнхені в 1972 році, де разом зі збірною став олімпійським чемпіоном.
Протягом кар'єри у національній команді, яка тривала 8 років, провів у формі головної команди країни 25 матчів, забивши 11 голів.

## Титули і досягнення

### Командні
- Володар Кубка Польщі (2):

«Заглемб'є» (Сосновець): 1961-62, 1962-63
- Олімпійський чемпіон (1):

Польща: 1972

### Особисті
- Найкращий бомбардир чемпіонату Польщі: 1969-70, 1970-71
- Гравець року в Польщі за версією видання «Sport»: 1970
- Член польського Клубу 100